# Volby v Dánsku
Volby v Dánsku jsou svobodné. Volí se do parlamentu (Folketingu), místních zastupitelstev a Evropského parlamentu. Parlament je jednokomorový a má 179 poslanců volené na čtyřleté volební období. Ze 179 zastupují dva poslanci Faerské ostrovy a dva Grónsko.

## Dominantní politické strany
- Venstre
- Socialdemokratiet
- Det Radikale Venstre
- Dansk Folkeparti
- Det Konservative Folkeparti